# Solomon Ataga
Solomon Ataga (ur. 8 kwietnia 1948) – nigeryjski bokser wagi ciężkiej, uczestnik Letnich Igrzysk Olimpijskich 1980. 
Podczas igrzysk w Montrealu także miał wystartować w wadze ciężkiej, jednakże Nigeria zbojkotowała te igrzyska.
Cztery lata później w Moskwie wystartował w wadze ciężkiej. W pierwszej rundzie uległ reprezentantowi Kuby, Teófilo Stevensonowi.